# Lakhisarai (huyện)
Huyện Lakhisarai là một huyện thuộc bang Bihar, Ấn Độ. Thủ phủ huyện Lakhisarai đóng ở Lakhisarai. Huyện Lakhisarai có diện tích 1229 ki lô mét vuông. Đến thời điểm năm 2001, huyện Lakhisarai có dân số 801173 người.